# Parinari costata
Parinari costata är en tvåhjärtbladig växtart som först beskrevs av Pieter Willem Korthals, och fick sitt nu gällande namn av Carl Ludwig von Blume. Parinari costata ingår i släktet Parinari och familjen Chrysobalanaceae. IUCN kategoriserar arten globalt som livskraftig. Inga underarter finns listade i Catalogue of Life.